# Осада Мальты (роман)
«Осада Мальты» (англ. The Siege of Malta) — последний исторический роман Вальтера Скотта, написанный в 1831—1832 годах и впервые опубликованный в 2008 году. В нём рассказывается об осаде Мальты османами в 1565 году.

## Сюжет
Действие романа начинается в 1565 году. Одного из руководителей Мальтийского ордена Мануэля де Вильгейну вызывают из Испании на Мальту, которой грозит нападение османов. Туда же отправляется и племянник Вильгейны Франсиско, а его возлюбленная Анхелика остаётся тосковать по нему в Испании. Османы высаживаются на Мальте, и Скотт описывает распри в их лагере, первые атаки на крепость и героическую оборону рыцарей. Один из персонажей, рыцарь Рамегас, взрывает огромную вражескую пушку. После этого все вымышленные герои исчезают из повествования, и роман превращается в простую хронику осады. Рыцари получают подкрепление с Сицилии, османы терпят поражение и уплывают, а в финале на руинах начинается строительство новой христианской твердыни — Ла-Валлетты.

## Создание
Последние годы жизни Вальтера Скотта были омрачены серией инсультов, значительно ослабивших его физические и умственные силы, и огромными долгами, для погашения которых он создавал всё новые и новые произведения; при этом работал писатель на максимуме своих возможностей. В октябре 1831 года 60-летний Скотт отплыл на борту фрегата «Барэм» в Средиземное море, рассчитывая там восстановить здоровье. Одним из пунктов путешествия стала Мальта. Там Скотт пробыл три недели, а потом отправился в Неаполь, где остановился до апреля 1832 года. Ещё накануне отплытия, 24 октября 1831 года, Скотт сообщил своему издателю в письме, что задумал роман под названием «Мальтийский рыцарь». Основным источником исторических данных для этого романа стала книга аббата де Верто «История мальтийских рыцарей», которую Скотт читал ещё мальчиком, а теперь взял с собой в путешествие.
Работа над книгой продвигалась, как всегда у Скотта, очень быстро. Он писал по нескольку часов каждое утро и уже через два месяца сообщил издателю, что четверть романа написана; к 26 января 1832 года «Осада Мальты» (так теперь называлась книга) была почти готова. В письме, датированном 6 марта 1832 года, Скотт признался, что по ошибке сжег половину рукописи, но потом создал новый вариант текста, который понравился ему больше старого. Писатель был очень доволен своей работой, предсказывая, что «Осада Мальты» будет намного лучше двух его предыдущих романов и в целом одной из лучших книг, которые он когда-либо писал. К середине апреля 1832 года роман был закончен, и рукопись была отправлена издателю Роберту Каделлу.

## Восприятие и публикация
21 сентября 1832 года Скотт умер. На тот момент «Осада Мальты» ещё не была опубликована, и Джон Локхарт (зять и литературный душеприказчик писателя) был уверен, что издавать роман нельзя: по его мнению, «Осада» оказалась написанной настолько плохо, что могла бы навредить репутации автора. Больше полутора веков рукопись романа хранилась потомками писателя в Эбботсфорде. В 1928 году в периодике прозвучало предложение издать «Осаду». Годом позже литературовед Герберт Грирсон, изучавший творчество Скотта, прочёл рукопись и согласился с тем, что публиковать её не стоит. Ещё один биограф Скотта Джордж Бьюкенен в 1932 году выразил надежду, что «ни один литературный воскреситель никогда не окажется виновен в преступлении — дать [этот роман] миру». Несколько лет спустя писатель Сидни Фаулер Райт, ознакомившись с рукописью, опубликовал свою «Осаду Мальты», которая, по его словам, была «основана на незаконченном романе сэра Вальтера Скотта».
В 1977 году литературовед Дональд Э. Султана опубликовал свою работу о создании «Осады Мальты», включив в неё подробное изложение сюжета и множество объёмных цитат. Благодаря этому читающая публика смогла составить первое представление о романе. В 2008 году «Осада» была, наконец, опубликована под одной обложкой с незаконченным рассказом Скотта «Бицарро». Книга вышла в издательствах Edinburgh University Press и Columbia University Press.
Издатели описали «Осаду» и «Бицарро» как «уникальные и трогательные тексты от мастера резонансного повествования», но другие оценки были менее положительными. Стюарт Келли, литературный редактор газеты Scotland on Sunday, назвал опубликованные произведения Скотта «призраком гения, блуждающим по земле после того, как его душа отлетела». Пол Скотт написал, что «Осада Мальты» «начинается как очень умная, очень хорошо написанная и интересная книга», но позже «она начинает разваливаться. Нет никаких сомнений в том, что ум автора ослабел, и его роман пострадал в результате». Биограф Вальтера Скотта Джон Сазерленд высказался более прямо, заявив журналистам: «Большая часть романа невероятно хаотична. Это указывает на замечательный ум, полностью разрушенный взрывами в голове».